# えりも型巡視船 (初代)
えりも型巡視船（英語: Erimo-class patrol vessel）は、海上保安庁が運用していた巡視船の船級。分類上はPL型、公称船型は改900トン型。

## 来歴
海上保安庁では、1954年に運輸省中央気象台（後の気象庁）から旧海軍の海防艦5隻の移籍を受けて、おじか型巡視船として運用してきた。これらのうち、「おじか」と「あつみ」の2隻は中央気象台時代と同様の気象観測に、「さつま」と「つがる」はそのバックアップおよび警備救難に、また居住設備が充実していた「こじま」は主として海上保安大学校の練習船として用いられていた。
しかしこれらの海防艦はいずれも老朽であり、戦時急造艦でもあったことから、更新が必要とされていた。まず、特に過酷な海況に対処しなければならない気象観測船2隻の更新として、昭和36・37年度予算でのじま型2隻が建造された。続いて、昭和39・40年度予算で、練習船以外の2隻の代船が計画された。これによって建造されたのが本型である。

## 設計
本型は、気象観測を主任務として設計されたのじま型をもとに、警備救難を主任務とするように発展させたものである。排水量はタイプシップと同程度であるが、主機関が85パーセントの出力で運転している際に18ノット以上の速力を維持できるよう、船体を7メートル延長する一方で深さ・吃水とも0.2メートル減じた。また下甲板前部に便乗者室と医務室を配置して救難体制を充実させたが、これはソ連抑留者引き取りも考慮したものであった。
なおネームシップは北方配備が予定されていたことから、船体を耐氷構造とするとともに、着氷による重心上昇・復原力低下を避けるため、排水量の13パーセントの容量をもつバラストタンクを設けて、重心降下を図った。一方、2番船「さつま」は南方配備が予定されていたことから、船体の耐氷構造化やバラストタンクの搭載、居室の防滴工事をいずれも省くかわりに、公室冷房が施された。なお2隻ともに、船体内部に減揺水槽を備えていた。
主機関は、出力2,400馬力の三井-B&W 635V2BU45ディーゼルエンジンを2基搭載した。これは海上保安庁の巡視船が2サイクル機関を搭載した稀有な例であった。巡視船として初めて、機関区画に機関操縦室を設けており、ここに主機操縦盤や補器制御表示盤、主発電機・蒸気発生器・舵取機などの警報・計器類が配置された。なお副発電機は自動危急停止装置を備えており、無監視運転が建前であった。
タイプシップは主に定点観測と海難救助に従事していたことから非武装であったが、上記の経緯より、本型は領海警備を主任務としたことから、前任の海防艦型巡視船と同様、3インチ単装緩射砲と70口径20mm単装機銃を搭載した。ただし3インチ砲については、旧式化にともなって、運用の最終期には撤去されていた。

## 同型船一覧
| 計画年度 | #     | 船名   | 建造所           | 竣工           | 所属             | 解役          |
| -------- | ----- | ------ | ---------------- | -------------- | ---------------- | ------------- |
| 昭和39年 | PL-13 | えりも | 日立造船向島工場 | 1965年11月30日 | 釧路(第一管区)   | 1994年9月22日 |
| 昭和40年 | PL-14 | さつま | 日立造船向島工場 | 1966年7月30日  | 鹿児島(第十管区) | 1995年9月22日 |